# Croton spiciflorus
Croton spiciflorus är en törelväxtart som beskrevs av Carl Peter Thunberg. Croton spiciflorus ingår i släktet Croton och familjen törelväxter. Inga underarter finns listade i Catalogue of Life.